# Ixora calycina
Ixora calycina là loài cây bụi nhỏ thuộc họ Cà phê Rubiaceae. Nó là loài đặc hữu của miền nam Ấn Độ và đảo Sri Lanka.